# Liste der Kulturdenkmale in Vacha
Die Liste der Kulturdenkmale in Vacha umfasst die als Ensembles, Straßenzüge und Einzeldenkmale erfassten Kulturdenkmale in der thüringischen Stadt Vacha und ihrer Ortsteile.
Die Angaben in der Liste ersetzen nicht die rechtsverbindliche Auskunft der zuständigen Denkmalschutzbehörde.

## Legende
- Bild: zeigt ein Bild des Kulturdenkmals und gegebenenfalls einen Link zu weiteren Fotos des Kulturdenkmals im Medienarchiv Wikimedia Commons
- Bezeichnung: Name, Bezeichnung oder die Art des Kulturdenkmals
- Lage: Wenn vorhanden Straßenname und Hausnummer des Kulturdenkmals; Grundsortierung der Liste erfolgt nach dieser Adresse. Der Link Karte führt zu verschiedenen Kartendarstellungen und nennt die Koordinaten des Kulturdenkmals.
 Kartenansicht, um Koordinaten zu setzen – in dieser Kartenansicht sind Kulturdenkmale ohne Koordinaten mit einem roten bzw. orangen Marker dargestellt und können in der Karte gesetzt werden. Kulturdenkmale ohne Bild sind mit einem blauen bzw. roten Marker gekennzeichnet, Kulturdenkmale mit Bild mit einem grünen bzw. orangen Marker.
- Datierung: gibt das Jahr der Fertigstellung beziehungsweise das Datum der Erstnennung oder den Zeitraum der Errichtung an
- Beschreibung: bauliche und geschichtliche Einzelheiten des Kulturdenkmals, vorzugsweise die Denkmaleigenschaften
- ID: Die ID identifiziert das Kulturdenkmal eindeutig. In Thüringen sind aktuell keine IDs veröffentlicht. In der ID-Spalte kann sich auch folgendes Icon  befinden, dies führt zu Angaben zu diesem Kulturdenkmal bei Wikidata.

## Ensembles
| Bild                           | Bezeichnung                                      | Lage | Datierung | Beschreibung | ID |
| ------------------------------ | ------------------------------------------------ | --- | --------- | ------------ | -- |
| weitere Bilder Fotos hochladen | Historischer Stadtkern Vacha                     | Bachgasse komplett; Braugasse komplett; Burgwall 1, 3, 5, 7, 13, 16; Flemmersgasse komplett; Heyligenstaedtstraße komplett; Kirchplatz komplett; Kläschenbrunnen 1; Kupfergasse komplett; Markt komplett; Pfarrgasse komplett; Sackgasse komplett; Sandweg 1, 3, 5, 7, 9, 11, 13, 15, 17, 19, 21, 23, 25, 27, 29, 31, 33, 35, 39, 41, 43, 45, 47, 49, 51, 53; Schulstraße komplett; Stadtgraben 4, 6, 8, 16; Turmstraße komplett; Untertor komplett; Wackergasse 2, 4, 6, 8, 10, 12; Weingasse komplett; Werrastraße 10, 12; Widemarkter Straße komplett; Zwickel komplett (Karte) |           |              |    |
| BW                             | Kennzeichnendes Straßenbild Dorfstraße Rodenberg | Rodenberg, Dorfstraße 1, 2, 3, 4, 5 (Karte) |           |              |    |

## Einzeldenkmale nach Ortsteilen

### Vacha
| Bild                                    | Bezeichnung                                                              | Lage | Datierung | Beschreibung           | ID |
| --------------------------------------- | ------------------------------------------------------------------------ | --- | --------- | ---------------------- | -- |
| weitere Bilder Fotos hochladen          | Stadtbefestigung                                                         | Bachgasse 1, 3, 3a, 5, 7, 9, 11, 15, 17, 19, 21, 23, 25, 35, 39, 41; Burgwall 3; Flemmersgasse 1, 3, 7; Heyligenstaedtstraße 5, 18, 20; Kirchplatz 2, 4, 6; Sackgasse 5; Sandweg 5, 7, 9, 17, 21, 23, 25, 39, 41, 45, 47, 49; Stadtgraben 4, 6, 8, 16; Turmstraße 16; Untertor 8a, 12, 15; Werrastraße 10; Widemarkter Straße 8, 10, 15, 20, 24, 30, 32 (Karte) |           |                        |    |
| BW                                      | Produktionsgebäude und Nebengebäude der ehemaligen Vachakabel GmbH       | Am alten Kabelwerk 2, 2a, 2b, 2g, 3, 4a, 4b, 4c, 6; Völkershäuser Straße o. Nr. (Karte) |           |                        |    |
| weitere Bilder Fotos hochladen          | Wohnhaus                                                                 | Bachgasse 19 (Karte) |           |                        |    |
| weitere Bilder Fotos hochladen          | Wohnhaus                                                                 | Bachgasse 23 (Karte) |           |                        |    |
| BW                                      | Wohnhaus                                                                 | Bachgasse 39 (Karte) |           |                        |    |
| BW                                      | Wohnhaus                                                                 | Bahnhofstraße 10 (Karte) |           |                        |    |
| weitere Bilder Fotos hochladen          | Jüdischer Friedhof                                                       | Busengrabenweg o. Nr. (Karte) |           |                        |    |
| BW                                      | Wohn- und Verwaltungsgebäude                                             | Henneberger Straße 2, Völkershäuser Straße o. Nr. (Karte) |           |                        |    |
| BW                                      | Grenztruppenleitturm                                                     | Hersfelder Straße o. Nr. (Karte) |           |                        |    |
| BW                                      | Grenzbefestigungsanlage                                                  | Hersfelder Straße o. Nr. (Karte) |           |                        |    |
| weitere Bilder Fotos hochladen          | Gefallenenehrenmal                                                       | Kirchplatz o. Nr. (Karte) |           |                        |    |
| weitere Bilder Fotos hochladen          | Evangelisch-lutherische Stadtpfarrkirche St. Johannes                    | Kirchplatz o. Nr. (Karte) |           | mit Ausstattung        |    |
| BW                                      | Kirchhof                                                                 | Kirchplatz o. Nr. (Karte) |           |                        |    |
| BW                                      | Wohnhaus                                                                 | Kirchplatz 2; Bachgasse o. Nr. (Karte) |           | mit Ausstattung        |    |
| Direkt Bild zu diesem Denkmal hochladen | Umfriedung                                                               | Kirchplatz 2; Bachgasse o. Nr. |           |                        |    |
| Direkt Bild zu diesem Denkmal hochladen | Hofpflaster                                                              | Kirchplatz 2; Bachgasse o. Nr. |           |                        |    |
| BW                                      | Pfarrhaus                                                                | Kirchplatz 6 (Karte) |           |                        |    |
| weitere Bilder Fotos hochladen          | Wohnhaus, sogenannte Kemenate                                            | Kirchplatz 8; Schulstraße o. Nr. (Karte) |           |                        |    |
| weitere Bilder Fotos hochladen          | Vitusbrunnen                                                             | Markt o. Nr. (Karte) |           |                        |    |
| weitere Bilder Fotos hochladen          | Hotel Adler                                                              | Markt 1, Heyligenstaedtstraße 2 (Karte) |           |                        |    |
| weitere Bilder Fotos hochladen          | Wohnhaus                                                                 | Markt 3 (Karte) |           |                        |    |
| weitere Bilder Fotos hochladen          | Rathaus, sogenannte Widemark                                             | Markt 4 (Karte) |           |                        |    |
| BW                                      | Rathaus, Anbau                                                           | Weingasse o. Nr. (Karte) |           |                        |    |
| weitere Bilder Fotos hochladen          | Gasthaus Schild / Marktschänke                                           | Markt 5; Braugasse o. Nr. (Karte) |           |                        |    |
| weitere Bilder Fotos hochladen          | Wohn- und Geschäftshaus, sogenannte Einhorn-Apotheke                     | Markt 9 (Karte) |           |                        |    |
| weitere Bilder Fotos hochladen          | Wohn- und Geschäftshaus, sogenannte Alte Münze                           | Markt 11 (Karte) |           |                        |    |
| weitere Bilder Fotos hochladen          | Wohnhaus                                                                 | Markt 19 (Karte) |           |                        |    |
| weitere Bilder Fotos hochladen          | Wohnhaus                                                                 | Markt 22; Kupfergasse o. Nr. (Karte) |           |                        |    |
| BW                                      | Wohn- und Geschäftshaus                                                  | Markt 23 (Karte) |           |                        |    |
| BW                                      | Wohn- und Geschäftshaus                                                  | Markt 25, 27 (Karte) |           |                        |    |
| weitere Bilder Fotos hochladen          | Wohn- und Geschäftshaus, sogenanntes Knusperhäuschen                     | Markt 33 (Karte) |           |                        |    |
| weitere Bilder Fotos hochladen          | Wohn- und Geschäftshaus                                                  | Markt 35 (Karte) |           |                        |    |
| weitere Bilder Fotos hochladen          | Wohn- und Geschäftshaus                                                  | Markt 39; Bachgasse 38 (Karte) |           |                        |    |
| BW                                      | Wohnhaus                                                                 | Markt 49 (Karte) |           |                        |    |
| weitere Bilder Fotos hochladen          | Katholische Pfarrkirche St. Elisabeth                                    | Sandweg 16 (Karte) |           | mit Ausstattung        |    |
| BW                                      | Kirchhof und Mauer                                                       | Sandweg 16 (Karte) |           |                        |    |
| BW                                      | Wohnhaus                                                                 | Sandweg 24 (Karte) |           |                        |    |
| BW                                      | Wohnhaus                                                                 | Sandweg 26 (Karte) |           |                        |    |
| BW                                      | Wohnhaus                                                                 | Sandweg 28; Völkershäuser Straße o. Nr. (Karte) |           |                        |    |
| BW                                      | Keller Mikwe                                                             | Schulstraße 9, 11 (Karte) |           |                        |    |
| weitere Bilder Fotos hochladen          | Wohn- und Geschäftshaus                                                  | Schulstraße 19, Kupfergasse o. Nr. (Karte) |           |                        |    |
| BW                                      | Hofumfassung                                                             | Schulstraße 26, Turmstraße o. Nr. (Karte) |           |                        |    |
| BW                                      | Wohnhaus                                                                 | Steinweg 17, Weberstraße o. Nr. (Karte) |           |                        |    |
| BW                                      | Wohnhaus                                                                 | Steinweg 20 (Karte) |           |                        |    |
| weitere Bilder Fotos hochladen          | Gottesackerkirche, ehemals Servitenkirche                                | Steinweg 22 (Karte) |           | mit Ausstattung        |    |
| BW                                      | Friedhof                                                                 | Steinweg 22 (Karte) |           | Grabsteine, Umfriedung |    |
| weitere Bilder Fotos hochladen          | sowjetisch Ehrenfriedhof für den 2. Weltkrieg                            | Steinweg 22 (Karte) |           |                        |    |
| Direkt Bild zu diesem Denkmal hochladen | Friedhof für sowjetische BMW Zwangsarbeiter im 2. Weltkrieg              | Steinweg 22 |           |                        |    |
| BW                                      | Ehemaliges Krankenhaus                                                   | Steinweg 6, 8 (Karte) |           |                        |    |
| BW                                      | Villa                                                                    | Thüringer Straße 2, Völkershäuser Straße o. Nr. (Karte) |           |                        |    |
| BW                                      | Wohnhaus                                                                 | Untertor 3 (Karte) |           |                        |    |
| weitere Bilder Fotos hochladen          | Wohnhaus                                                                 | Untertor 5 (Karte) |           |                        |    |
| BW                                      | Wohn- und Geschäftshaus, sogenanntes Steinernes Haus, Kaufhaus Isebecker | Untertor 8 (Karte) |           |                        |    |
| weitere Bilder Fotos hochladen          | Burg Wendelstein                                                         | Untertor 8a (Karte) | 1260      |                        |    |
| BW                                      | Wohnhaus                                                                 | Untertor 15 (Karte) |           |                        |    |
| BW                                      | Wohnhaus                                                                 | Völkershäuser Straße 2, Sandweg o. Nr. (Karte) |           |                        |    |
| BW                                      | Villa                                                                    | Völkershäuser Straße 20, August-Bebel-Straße o. Nr. (Karte) |           |                        |    |
| BW                                      | Gymnasium: Schule                                                        | An der Ziegelei o. Nr. (Karte) |           |                        |    |
| BW                                      | Gymnasium: Turnhalle                                                     | Völkershäuser Straße 9 (Karte) |           |                        |    |
| BW                                      | Wohnhaus                                                                 | Weingasse 3; Schulstraße o. Nr. (Karte) |           |                        |    |
| BW                                      | Wohn- und Geschäftshaus                                                  | Widemarkter Straße 28 (Karte) |           |                        |    |
| BW                                      | Postgaragen                                                              | Wilhelm-Külz-Straße 1, hinter dem ehemaligen Postgebäude (Karte) |           |                        |    |
| weitere Bilder Fotos hochladen          | Wohnhaus                                                                 | Zwickel 4 (Karte) |           |                        |    |
| weitere Bilder Fotos hochladen          | Ruine der St. Annenkapelle                                               | (Karte) |           |                        |    |
| weitere Bilder Fotos hochladen          | Werrabrücke                                                              | (Karte) | 1990      |                        |    |
| Direkt Bild zu diesem Denkmal hochladen | Grenzsteine                                                              | Koordinaten fehlen! Hilf mit. |           |                        |    |
| Direkt Bild zu diesem Denkmal hochladen | Gedenkstätte für Gottfried Seume                                         | Koordinaten fehlen! Hilf mit. |           |                        |    |
| Direkt Bild zu diesem Denkmal hochladen | Brunnen                                                                  | Koordinaten fehlen! Hilf mit. |           |                        |    |

### Badelachen
| Bild | Bezeichnung | Lage                 | Datierung | Beschreibung | ID |
| ---- | ----------- | -------------------- | --------- | ------------ | -- |
| BW   | Hofanlage   | Badelachen 1 (Karte) |           |              |    |
| BW   | Wohnhaus    | Badelachen 2 (Karte) |           |              |    |

### Mariengart
| Bild | Bezeichnung                                      | Lage                                        | Datierung | Beschreibung          | ID |
| ---- | ------------------------------------------------ | ------------------------------------------- | --------- | --------------------- | -- |
| BW   | Backhaus                                         | Mariengart, Am Alten Kloster o. Nr. (Karte) |           |                       |    |
| BW   | Kapelle Mariengart, auch fälschlich Klosterruine | Mariengart, Masbacher Straße o. Nr. (Karte) |           | Ruine der Grabkapelle |    |
| BW   | Einfriedung                                      | Mariengart, Masbacher Straße o. Nr. (Karte) |           |                       |    |
| BW   | Gasthaus, Cafe Reismühle                         | Mariengart, Masbacher Straße 1 (Karte)      |           |                       |    |
| BW   | Kloster                                          | Mariengart, Masbacher Straße 5 (Karte)      |           |                       |    |
| BW   | Wohnhaus                                         | Mariengart, Masbacher Straße 6 (Karte)      |           |                       |    |

### Masbach
| Bild                                    | Bezeichnung           | Lage               | Datierung | Beschreibung | ID |
| --------------------------------------- | --------------------- | ------------------ | --------- | ------------ | -- |
| Direkt Bild zu diesem Denkmal hochladen | Wohnhaus Keller Stall | Masbach, Masbach 1 |           |              |    |
| Direkt Bild zu diesem Denkmal hochladen | Keller                | Masbach, Masbach 1 |           |              |    |
| Direkt Bild zu diesem Denkmal hochladen | Stall                 | Masbach, Masbach 1 |           |              |    |
| Direkt Bild zu diesem Denkmal hochladen | Hofanlage             | Masbach, Masbach 2 |           |              |    |

### Oberzella
| Bild                                    | Bezeichnung                                   | Lage                          | Datierung | Beschreibung    | ID                                            |
| --------------------------------------- | --------------------------------------------- | ----------------------------- | --------- | --------------- | --------------------------------------------- |
| BW                                      | Wohnhaus Torpfosten                           | Am langen Rasen 1 (Karte)     |           |                 |                                               |
| weitere Bilder Fotos hochladen          | Evangelische Kirche Oberzella                 | Lindenstraße 10a (Karte)      |           | mit Ausstattung |                                               |
| Direkt Bild zu diesem Denkmal hochladen | Kirchhof                                      | Lindenstraße 10a              |           |                 |                                               |
| Direkt Bild zu diesem Denkmal hochladen | Gefallenendenkmal                             | Lindenstraße 10a              |           |                 | nicht zuordenbar Hausnr. existiert nicht mehr |
| BW                                      | Wohnhaus                                      | Lindenstraße 7 (Karte)        |           |                 |                                               |
| BW                                      | Wohnhaus Nebengelaß                           | Martinstraße 2 (Karte)        |           |                 |                                               |
| BW                                      | Wohnhaus Scheune                              | Martinstraße 5 (Karte)        |           |                 |                                               |
| BW                                      | Wohnhaus                                      | Martinstraße 6 (Karte)        |           |                 |                                               |
| BW                                      | Wohnhaus Torpfosten                           | Mittelstraße 2 (Karte)        |           |                 |                                               |
| BW                                      | Wohnhaus                                      | Unterzella 5 (Karte)          |           |                 |                                               |
| BW                                      | Wohnhaus                                      | Unterzella 7 (Karte)          |           |                 |                                               |
| Direkt Bild zu diesem Denkmal hochladen | Gedenkstein für die Notstandsarbeit 1933–1934 | Koordinaten fehlen! Hilf mit. |           |                 |                                               |

### Völkershausen
| Bild                                    | Bezeichnung                              | Lage                                                                | Datierung | Beschreibung    | ID |
| --------------------------------------- | ---------------------------------------- | ------------------------------------------------------------------- | --------- | --------------- | -- |
| BW                                      | Brücke über die Oechse                   | Am Dietrichsberg o. Nr. (Karte)                                     |           |                 |    |
| Direkt Bild zu diesem Denkmal hochladen | Ecksäule                                 | Heppegasse o. Nr.                                                   |           |                 |    |
| BW                                      | Wohnhaus                                 | Heppegasse 5 (Karte)                                                |           |                 |    |
| Direkt Bild zu diesem Denkmal hochladen | Wohnhaus                                 | Oechsenbergstraße 1, nicht zuordenbar, Hausnr. existiert nicht mehr |           |                 |    |
| weitere Bilder Fotos hochladen          | Ev.-luth. Michaeliskirche                | Pfarrer-Büff-Platz 4 (Karte)                                        |           | mit Ausstattung |    |
| BW                                      | Kirchhof, Kirchhofmauer und Grabstein(e) | Pfarrer-Büff-Platz 4 (Karte)                                        |           |                 |    |
| BW                                      | Wohnhaus                                 | Rainweg 8 (Karte)                                                   |           |                 |    |
| BW                                      | Wohnhaus                                 | Vachaer Straße 12 (Karte)                                           |           |                 |    |
| Direkt Bild zu diesem Denkmal hochladen | Wohnhaus                                 | Wölfersbütter Straße 27                                             |           |                 |    |
| Direkt Bild zu diesem Denkmal hochladen | Vorgeschichtliche Wallanlage             | auf dem Öchsenberg, Feldflur 'Öchsenkopf'                           |           |                 |    |
| Direkt Bild zu diesem Denkmal hochladen | Grabplatte                               | Pfarrer-Büff-Platz 4, auf dem Friedhof                              |           |                 |    |

### Willmanns
| Bild                                    | Bezeichnung   | Lage                    | Datierung | Beschreibung | ID |
| --------------------------------------- | ------------- | ----------------------- | --------- | ------------ | -- |
| Direkt Bild zu diesem Denkmal hochladen | Wohnstallhaus | Willmanns, Willmanns 10 |           |              |    |

### Wölferbütt
| Bild | Bezeichnung       | Lage                                 | Datierung | Beschreibung | ID |
| ---- | ----------------- | ------------------------------------ | --------- | ------------ | -- |
| BW   | Wohnhaus          | Am Dorfplatz 4 (Karte)               |           |              |    |
| BW   | Gefallenendenkmal | August-Herbart-Straße o. Nr. (Karte) |           |              |    |
| BW   | Wohnhaus          | August-Herbart-Straße 19 (Karte)     |           |              |    |
| BW   | Wohnhaus          | August-Herbart-Straße 29 (Karte)     |           |              |    |
| BW   | Wohnhaus          | August-Herbart-Straße 30 (Karte)     |           |              |    |
| BW   | Wohnhaus          | August-Herbart-Straße 32 (Karte)     |           |              |    |
| BW   | Wohnhaus          | August-Herbart-Straße 34 (Karte)     |           |              |    |